# Keelsom, Jahnaïc
Keelsom, Jahnaïc est un roman de science-fiction de l'écrivain français Ayerdhal en 2001. Il est la suite de Polytan.